# José Marques de Loureiro
José Marques de Loureiro (Tondela, Campo de Besteiros, 6/18 de Março de 1879 – Viseu, Viseu Ocidental, 19 de Abril de 1940) foi um político, jornalista e filantropo português.

## Família
Filho de António Marques de Loureiro (1840 – Agosto de 1920), Ourives, e de sua mulher Felicidade de Jesus Pereira Horta e Vale (? – Tondela, Molelos, 23 de Novembro de 1928).

## Biografia
Formado como licenciado em Direito pela Faculdade de Direito da Universidade de Coimbra e Advogado, foi Administrador do Concelho de Almeida, Notário Interino de Figueira de Castelo Rodrigo, Governador Civil do Distrito de Viseu, foi eleito Deputado em 1921 e 1922, pelo Círculo Eleitoral de Silves, nas listas do Partido Liberal, e, em 1925, pelo Círculo Eleitoral de Viseu, nas listas do Partido Republicano Nacionalista, Jornalista e Presidente da Comissão Administrativa da Santa Casa da Misericórdia de Viseu.

## Casamento e descendência
Casou a 5 de Junho de 1904 com Arminda de Almeida e Sousa (Viseu, 28 de Junho de 1879 – Viseu, 13 de Março de 1923), filha de Firmino de Almeida e Sousa (Viseu, São Salvador, 18 de Abril de 1843 – Viseu, 15 de Outubro de 1921) e de sua mulher (Viseu, 12 de Janeiro de 1864) Maria Leopoldina de Pinho Bandeira da Gama e Melo, com geração.